# Diastopora
Diastopora is een geslacht van mosdiertjes uit de familie van de Plagioeciidae en de orde Cyclostomatida. De wetenschappelijke naam ervan werd in 1821 voor het eerst geldig gepubliceerd door Lamouroux.

## Soorten
- Diastopora canui Neviani, 1939
- Diastopora capitata MacGillivray, 1887
- Diastopora dichotoma (d'Orbigny, 1842)
- Diastopora dubia Borg, 1944
- Diastopora foliacea Lamouroux, 1821  †
- Diastopora gemelligera Borg, 1944
- Diastopora gracilis Borg, 1944
- Diastopora malacensis (d'Orbigny, 1853)
- Diastopora reticulata Borg, 1944
- Diastopora ridleyi Borg, 1944
- Diastopora rugosa Canu & Bassler, 1930
- Diastopora solida Waters, 1904
- Diastopora transversata (Canu & Bassler, 1922)

- Diastopora catillus J. Y. Johnson, 1897 (taxon inquirendum)
- Diastopora ciliata Busk, 1855 (taxon inquirendum)
- Diastopora gutta Jullien, 1903 (taxon inquirendum)
- Diastopora pulchella J. Y. Johnson, 1897 (taxon inquirendum)

Niet geaccepteerde soorten:
- Diastopora concinna MacGillivary, 1885 → Qingdaoella concinna (MacGillivray, 1885)
- Diastopora dichomata d'Orbigny, 1839 → Diastopora dichotoma (d'Orbigny, 1842)
- Diastopora fasciculata MacGillivray, 1885 → Liripora fasciculata (MacGillivray, 1885)
- Diastopora latomarginata d'Orbigny, 1853 → Diplosolen latomarginatum (d'Orbigny, 1853)
- Diastopora lineata MacGillivray, 1885 → Desmeplagioecia lineata (MacGillivray, 1885)
- Diastopora obelia (Johnston, 1838) → Diplosolen obelia (Johnston, 1838) Diplosolen obelium (Johnston, 1838)
- Diastopora patina (Lamarck, 1816) → Plagioecia patina (Lamarck, 1816)
- Diastopora sarniensis Norman, 1864 → Plagioecia sarniensis (Norman, 1864)
- Diastopora suborbicularis Hincks, 1880 → Microeciella suborbicularis (Hincks, 1880)